# Fontanny raju
Fontanny raju (tyt. oryg. The Fountains of Paradise) – powieść fantastycznonaukowa Arthura C. Clarke’a wydana w 1979 roku. Powieść zdobyła nagrody Nebula w 1979 i Hugo w 1980 za najlepszą powieść. Polskie wydanie ukazało się w 1996 r. nakładem wydawnictwa Amber w serii Mistrzowie SF & Fantasy.

## Fabuła
Akcja powieści toczy się około połowy XXII wieku i skupia się wokół budowy windy kosmicznej, ogromnego przedsięwzięcia ludzkości mającego umożliwić łatwy i tani dostęp na orbitę geostacjonarną. Clarke umiejscowił „zaczep” windy na fikcyjnej wyspie Taprobane, którą wzorował na Cejlonie, miejscu gdzie spędził sporą część swojego życia. Wątki poboczne powieści to m.in. kolonizacja Układu Słonecznego (np. budowa windy kosmicznej na Marsie), kontakt z obcą cywilizacją, a także pozycja religii w przyszłości.